# Euproctis neavei
Euproctis neavei är en fjärilsart som beskrevs av Willie Horace Thomas Tams 1924. Euproctis neavei ingår i släktet Euproctis och familjen tofsspinnare. Inga underarter finns listade i Catalogue of Life.